# Imperatore Shun
Shun Youyu (姓, Cognome Youyu (有虞), Nome Yu Shun (虞舜), o Shun il grande (大舜), Chonghua (重華); Yaoxu (姚墟), 2294 a.C. – Puban (蒲阪), 2194 a.C.) è un leggendario imperatore della Cina, a volte contato tra i tre augusti e cinque imperatori.
Regnò 30 anni, affiancando l'imperatore Yao, poi ricevette il mantello regale a 53 anni e morì all'età di 100 anni dopo aver ceduto il trono a Yǔ, che sarà il primo imperatore e fondatore della dinastia Xia.
Durante il regno di Shun la capitale fu Puban (蒲阪). Nella mitologia cinese l'imperatore Shun rappresenta gli arbori di un sentimento nazionale unitario cinese avendo egli contribuito a diffondere alcuni principi legali e religiosi, ma soprattutto alcuni standard di riferimento nella misura del peso e del tempo e certe tecniche agricole (come quella della coltivazione del the).

## Biografia
La madre di Shun si chiamava Wodeng (握登) e proveniva dalla città di Yaoxu (姚墟) e, pur essendo di modesto ceto era imparentata con l'imperatore Zhuanxu.
Durante il regno di Yao ricoprì la carica di Ministro per l'istruzione, Regolatore Generale (Primo Ministro) e Capo dei Quattro Picchi (i Quattro Ministri più importanti) e riuscì a sistemare in tre anni i conti dello stato. Yao fu così impressionato dalle capacità di Shun che gli propose di divenire suo successore. Shun rifiutò consigliando di scegliere qualcuno più meritevole, ma dopo tre anni dalla morte di Yao, venne riconosciuto come sovrano dai vassalli. Si diceva infatti che se qualcuno aveva una supplica da presentare non si rivolgeva a Danzhu (figlio di Yao) ma a Shun.
Gli Annali di bambù e Han Feizi (韓非) descrivono in modo diverso la figura di Shun. Raccontano che Shun si ribellò ed usurpò il potere a Yao, che venne tenuto prigioniero fino alla morte. Danzhu, figlio di Yao e legittimo erede al trono fu bandito dal regno e poi sconfitto in battaglia. Anche Yu poi si ribellò a Shun e lo bandì dal regno. Questa vicenda è raccontata dal poema di Li Bai.
L'impero cinese in questi tempi era una confederazione di molti stati vassalli (quindicimila ai tempi di Shun). L'imperatore governava direttamente solo un piccolo stato centrale, questo spiega l'importanza dell'approvazione dei vassalli nella nomina del nuovo imperatore. Il potere dell'imperatore, a quei tempi, era più simile a quello dell'attuale segretario delle Nazioni Unite più che a quello che ci si immagina per un imperatore. Egli governava grazie all'appoggio dei vassalli più potenti; tutti i vassalli dovevano versare tributi all'imperatore, fornirgli truppe in caso di guerra ed avevano il compito di accoglierlo durante i suoi viaggi.

Dopo essere salito al trono Shun offrì sacrifici agli dei così come alle colline, ai fiumi ed ai luoghi che ospitavano spiriti 

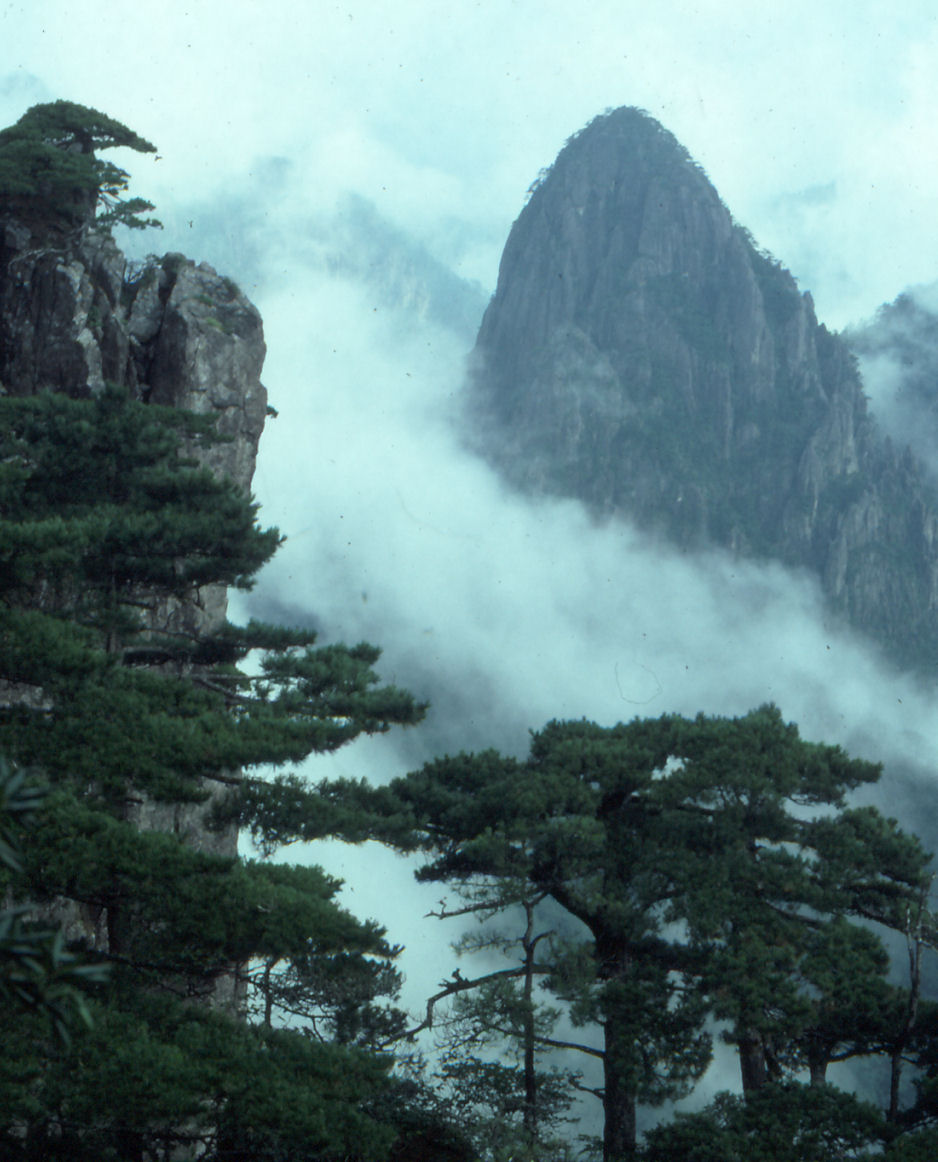
Uno dei picchi dello Huangshan

Poi si recò ai quattro estremi (nord, sud, est, ovest) del regno ove offrì sacrifici in ognuno delle quattro montagne (Mounte Tai, Mounte Huang, Mounte Hua e Mounte Heng). 

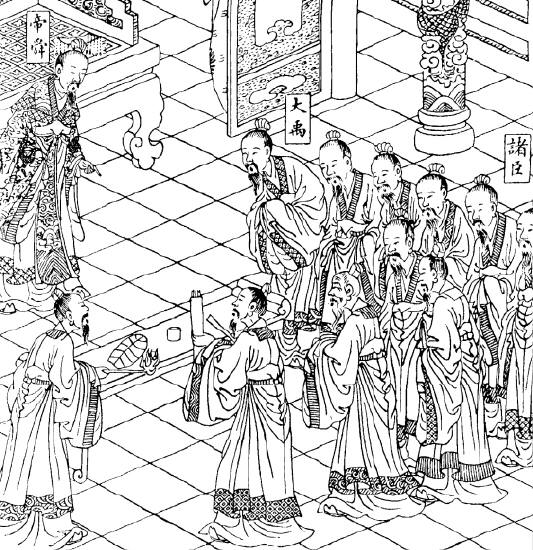
L'imperatore Shun offre sacrifici

Rese più saldi i rapporti con i vassalli stabilendo un calendario di incontri ufficiali. Stabilì una uniforme misura della lunghezza e della capacità, modificò il calendario per renderlo utile ai lavori agricoli e riformò le leggi religiose. Shun divise il regno in dodici provincie e costruì dodici templi in ciascuna di esse. Si impegnò nella unificazione e pacificazione del regno riformando le leggi, rendendole più miti, sostituendo per cinque gravi reati la pena di morte con l'esilio e combattendo la corruzione dei funzionari. Stabilì che ogni tre anni l'operato dei funzionari imperiali venisse sottoposto a verifica.  Shun punì quattro grandi funzionari disonesti: bandì il ministro del lavoro nell'isola di You, confinò Huan-dou sul Mounte Chong; fece trasferire San-Miao a San-Wei, e rese Gun (il padre di Yu) prigioniero fino alla morte sul Mounte Yu. Yǔ divenne di conseguenza ministro del lavoro per il governo delle acque e del territorio.. Più tardi Shun nominò Yu Generale Regolatore (Primo Ministro). Yu voleva rifiutare in favore del ministro per l'agricoltura o Xie o Gao Yao, ma finalmente accettò sotto le insistenze di Shun. Shun poi nominò Chui come nuovo ministro del lavoro. Shun poi nominò Yi come Ministro della Zootecnia per controllare gli animali e le piante, Bo-yi come Sacerdote del tempio antico per le cerimonie religiose, Hui come Direttore della Musica, Long come ministro della comunicazione per contrastare gli inganni e i falsi rapporti. Shun cominciò a regnare all'età di 30 anni, regnò per 30 anni con Yao, e regnò per 50 anni dopo la morte di Yao, poi Shun morì
Nei tempi moderni, Yao e Shun furono glorificati per le loro virtù dai filosofi confuciani. Shun fu particolarmente ammirato per la sua modestia ed amore figliale.

## Mito
La leggenda racconta che la madre di Shun morì quando egli era ancora piccolo. Il padre Gu Sou, che era cieco, si risposò presto e la nuova moglie gli diede un figlio ed una figlia. La matrigna, il fratellastro (Xiang 象) e la sorellastra trattarono Shun in modo terribile, costringendolo ai lavori più umili e faticosi e dandogli solo il cibo e le vesti peggiori. 

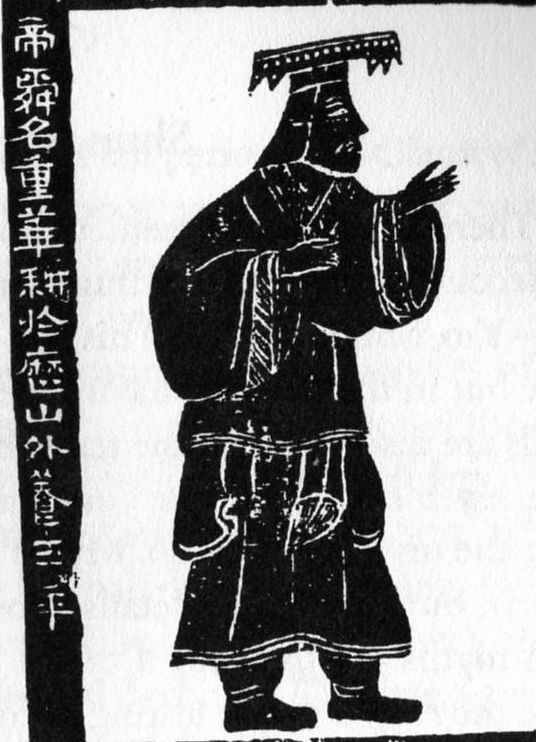
Shun

Il padre, essendo cieco e vecchio, ignorava come Shun fosse trattato ed anzi spesso lo sgridava anche per piccole mancanze. Nonostante ciò Shun non si lamentò mai e sempre trattò il padre, la matrigna ed i fratellastri con rispetto e gentilezza. Quando raggiunse l'età adulta la matrigna lo scacciò di casa e quindi Shun fu costretto a vivere da solo e ad arrangiarsi. Nonostante ciò, grazie alla sua natura compassionevole e la sua capacità di essere autorevole, ovunque andasse, la gente lo seguiva ed egli fu in grado di organizzare le persone affinché fossero più gentili fra loro e lavorassero al meglio possibile. Quando Shun arrivò in un villaggio che produceva ceramiche, dopo meno di un anno, le ceramiche divennero più belle, più belle di quanto non fossero mai state. Quando Shun giunse in un villaggio di pescatori questi stavano litigando fra loro per i territori di pesca e molte persone venivano ferite o uccise nei combattimenti. Shun insegnò loro come condividere e distribuire le risorse della pesca e presto il villaggio prosperò e tutte le ostilità cessarono. Quando l'imperatore Yao divenne anziano si preoccupò del fatto che i suoi nove figli erano tutti incapaci e solo sapevano come trascorrere le giornate fra vini e canti. Yao chiese perciò ai suoi ministri (le Quattro Montagne), di proporre un degno successore. Yao poi sentì parlare di Shun e decise di provarne le capacità affidandogli il governo di un distretto e dandogli in moglie le sue due figlie con una piccola dote (una casa nuova ed un poco di denaro).
Sebbene disponesse di un ufficio e di denaro, Shun continuò a vivere morigeratamente e continuò a lavorare nei campi quotidianamente. Cercò anche di convincere le sue mogli (figlie dell'imperatore), Ehuang (splendore di fata) e Nüying (fanciulla fiorita), che erano abituate a vivere nel comodo e nel lusso a vivere morigeratamente ed a lavorare fra la gente. Intanto la matrigna ed i fratellastri di Shun erano divenuto invidiosi e tramavano per assassinarlo. Una volta il fratellastro Xiang diede fuoco ad un fienile e convinse Shun a salire sul tetto per spegnere l'incendio, ma Xiang allontanò la scala intrappolando Shun sul tetto in fiamme. Ma Shun abilmente costruì una sorta di paracadute con la sua giacca ed i suoi vestiti e saltò giù dal tetto illeso. Un'altra volta Xiang e sua madre tramarono per ubriacarlo e poi gettarlo in un essiccatoio e seppellirlo con pietre e sporcizia. La sorellastra che non approvava il comportamento di sua madre e suo fratello, avvertì Shun che si preparò. Finse di essere ubriaco e quando fu lanciato nell'essiccatoio riuscì a fuggire grazie ad un tunnel che aveva scavato in precedenza. Così Sun sopravvisse a molti attentati ma non si vendicò mai sulla matrigna e fratellastro, perdonandoli ogni volta.
Non solo Shun perdonò la matrigna ed il fratellastro ma aiutò Xiang a trovarsi un impiego e tentò anche di convincere i suoi nove cognati ad impegnarsi di più per diventare membri utili alla società. Yao fu così impressionato dai risultati di Shun che lo nominò suo successore e lo mise sul trono l'anno di Jiwei (己未). La capitale di Yao era Ji (冀), che ora si trova nel distretto di Shanxi.
Shun modificò anche il modello musicale cinese, chiamato Dashao (大韶), che si compone di nove strumenti musicali.
Nell'ultimo anno del suo regno Shun decise di intraprendere un viaggio attraverso il regno. Si recò presso il picco di Shunyuan per insegnare alla popolazione di un villaggio come meglio coltivare il the, per fondare una scuola, ma nel tentativo di liberare il villaggio da un pericoloso serpente, fu da questo morsicato si ammalò e morì nei pressi del fiume Xiang.
Le sue due mogli si recarono in quei luoghi per vegliare il suo corpo ma non riuscirono a trovarlo e restarono presso le rive del fiume per giorni piangendo e cercando. Le loro lacrime si tramutarono in sangue e macchiarono le rive del fiume. Da quel giorno il Bambù che cresce lungo quelle rive è macchiato di rosso (è una varietà particolare: lo Xiangfei Bamboo). Non trovando il corpo di Shun alla fine decisero di fermarsi presso il picco di Shuyuan (della catena dello Jiuling, nello Hunan) dove morirono per il dolore e furono a loro volta tramutate in due picchi (il picco Ehuang ed il picco Nüying) e da allora vengono ricordate come "le dame dello Xiang". Le loro tombe si trovano sull'isola di Junshan. Nel luogo dove si ritenne fosse morto, nei pressi del picco Shunyuan fu poi costruito un mausoleo: il "mausoleo Ling". Shun aveva giudicato suo figlio, Shangjun (商均), non meritevole del trono ed aveva nominato Yǔ suo erede e così Yu divenne imperatore.

## Eventi importanti durante il regno di Shun
- 3º anno: Shun incarica Jiutao (咎陶) di stabilire leggi e pene per punire una serie di delitti.
- 9º anno: la Regina dell'Ovest giunge in Cina per una supplica e porta in regalo a Shun anelli di giada bianca.
- 14º anno: Yǔ di Xia viene incaricato di far fronte ai danni causati dalla pioggia e dal vento.
- 15º anno: incarica Houshi (后氏) di costruire il palazzo.
- 17º anno: per la prima volta si insegna danza a scuola.
- 25º anno: la tribù di Xishen (息慎) invia in dono archi e frecce.
- 29º anno: incarica Ziyi (子义) di servire come duca in Shang.
- 30º anno: muore la moglie Mang (盲) che viene onorata con una tomba costruita a Wei (渭).
- 32º anno: trasferisce il comando militare a Yǔ di Xia.
- 33º anno: premia i risultati di Yu nel governo delle acque e ristabilisce nove provincie nel regno.
- 35º anno: ordina a Yu di inviare truppe contro gli Youmiao (有苗) (una popolazione bellicosa dell'attuale Vietnam che vivono presso il fiume Yangzi[20]), gli Youmiao sconfitti chiedono di essere annessi alla Cina
- 36º anno: ordina di abbattere il grande muro (che non è la grande muraglia cinese, che sarà eretta secoli più avanti).
- 42º anno: il popolo Xuandu (玄都) invia ambasciatori per una supplica che portano giade preziose come doni
- 49º anno: si spostò a Mingtiao (鸣条), un luogo che poi sarà chiamato Haizhou (海州), durante il Periodo dei regni combattenti, morì per malattia l'anno seguente dopo cinquant'anni di regno.